# رودخانه اورکلا
رودخانه اورکلا (به انگلیسی: Orkla (river)) رودخانه‌ای به‌طول ۱۷۹ کیلومتر است که در نروژ جریان دارد.